# Густавссон, Карина
Карина Биргитта Густавссон-Вилготсон (швед. Carina Birgitta Gustavsson-Wilgotson; род. 24 марта 1962, Энгельхольм) — шведская гребчиха, выступавшая за сборную Швеции по академической гребле в 1980-х годах. Победительница и призёрка первенств национального значения, участница двух летних Олимпийских игр.

## Биография
Карина Густавссон родилась 24 марта 1962 года в Энгельхольме, Швеция. Занималась академической греблей в городе Бурос, состояла в местном гребном клубе Öresjö SS.
Впервые заявила о себе на международном уровне в сезоне 1979 года, когда вошла в состав шведской национальной сборной и выступила на юниорском мировом первенстве в Москве, где в зачёте парных двоек финишировала шестой. Год спустя на аналогичных соревнованиях в Хазевинкеле финишировала шестой в одиночках.
В 1981 году на чемпионате мира в Мюнхене заняла 11-е место в одиночках.
В 1983 году была девятой в двойках на чемпионате мира в Дуйсбурге.
Благодаря череде удачных выступлений удостоилась права защищать честь страны на летних Олимпийских играх 1984 года в Лос-Анджелесе. В программе парных двоек вместе с напарницей Мари Карлссон финишировала второй на предварительном квалификационном этапе, уступив на финише экипажу Норвегии, но через дополнительный отборочный заезд всё же отобралась в финал, где в конечном счёте пришла к финишу четвёртой — до третьей призовой позиции ей не хватило около секунды.
После лос-анджелесской Олимпиады Густавссон осталась действующей спортсменкой на ещё один олимпийский цикл и продолжила принимать участие в крупнейших международных регатах. Так, в 1986 году она отметилась выступлением на чемпионате мира в Ноттингеме, где в одиночках показала восьмой результат.
В 1987 году на чемпионате мира в Копенгагене финишировала шестой в зачёте парных двоек.
Находясь в числе лидеров шведской гребной команды, благополучно прошла отбор на Олимпийские игры 1988 года в Сеуле. На сей раз в паре с Марией Брандин в двойках сумела квалифицироваться лишь в утешительный финал В и расположилась в итоговом протоколе соревнований на восьмой строке.
Замужем за шведским гребцом Андерсом Вилготсоном, так же участвовавшем в двух Олимпийских играх.